# 顺德一中站
顺德一中站是佛山地铁3号线的一个车站，位于中国广东省佛山市顺德区大良街道公园大道与碧桂路之间的德智路中。
車站以附近的顺德第一中学命名，为广佛两市首个以中小学校名作为正式站名的地铁车站。

## 车站结构

### 车站楼层
本站为地下二层11米岛式车站，总长273米，标准段宽为19.7米。
| 地下一层 | 站厅     | 售票机、客服中心、商店、警务室、安检设施    |  |  |
| 地下二层 | 1 站台   | █3号线 中山公园方向（下站：驹荣北路）       |  |  |
|          | 岛式站台 |                                             |  |  |
|          | 2 站台   | █3号线 顺德学院站方向（下站：顺德欢乐海岸） |  |  |

### 站台
本站设有一个岛式站台，位于德智路的地底。站台西端设有一条单渡线。

### 出入口
本站初期设有A、C两个出入口供乘客进出，分布于德智路南北两侧。
|                                           |                                                       |      |          |                                              |
| 編號                                      | 设施                                                  | 图像 | 出口指示 | 建議前往的目的地                             |
| A                                         | 盲道标志 · 无障碍通道标志 · 升降机标志 · 扶手电梯标志 |      | 碧桂路   | 德智路、东乐路、顺德一中地铁站公交站（北行） |
| C                                         | 盲道标志 · 扶手电梯标志                               |      | 德智路   | 新峰路、东乐路、顺德一中地铁站公交站（南行） |
| 註： 設有 \| 設有 \| 設有 \| 設有扶手電梯 |                                                       |      |          |                                              |

## 接驳交通
| 巴士（顺德一中地铁站） \| 编号 \| 编号 \| 线路 \| 线路 \| 线路 \| 收费 \| 备注 \| \| ---- \| ---- \| -------------- \| ---- \| ---------- \| ---- \| ---- \| \| \| 920 \| 顺德一中地铁站 \| ⇆ \| 容桂客运站 \| 2元 \| \| |      |                |      |            |      |      |
| 编号 | 编号 | 线路           | 线路 | 线路       | 收费 | 备注 |
| | 920  | 顺德一中地铁站 | ⇆    | 容桂客运站 | 2元  |      |

## 历史
本站在规划和施工阶段被称作创意园站，2022年定名为顺德一中站。
车站主体结构于2019年11月19日封顶，2021年4月2日移交机电施工。本站至驹荣北路站区间左线于2020年8月28日贯通；至逢沙站（现顺德欢乐海岸站）区间双线于2021年5月23日贯通。2022年7月31日，本站通过工程验收。
2022年12月28日，本站随3号线开通而启用。